# Análise do valor limite
Análise do Valor Limite é uma técnica de teste de software utilizada para exercitar os limites do domínio de entrada. Considerada um complemento do Particionamento de Equivalência (ou classes de equivalência), focalizando a seleção de Casos de Teste nas bordas da classe, ou seja, nos valores próximos às extremidades das classes. 
A análise do valor-limite considera também o domínio de saída para derivar Casos de Teste. 
Utiliza as regras de faixa de valores, valor específico entre outros limites, como tamanho das estruturas de dados.

## Aplicação
Os valores esperados de entrada e saída devem ser extraídos da especificação do componente. Os valores de entrada e saída para o componente do software são então agrupados em conjuntos com fronteiras identificáveis. Cada conjunto, ou partição, contém valores que se espera que sejam processados pelo componente da mesma forma. A maneira como é realizado o particionamento de faixas de dados de teste é explicada pela técnica de projeto de caso de teste chamada particionamento de equivalência. É importante considerar ambas as partições válidas e inválidas quando se projetam casos de teste.
Para um exemplo onde os valores de entrada são meses do ano expressos como inteiros, o parâmetro de  entrada 'mês' deve ter as seguintes partições:
```
                       ... -2 -1  0 1 .............. 12 13  14  15 ..... 
                     -------------| |-----------------| |------------------- 
               partição inválida 1    partição válida     partição inválida 2
```

Os limites são os valores que envolvem o começo e o fim da partição válida. Se possível, casos de teste devem ser criados para gerar entradas ou saídas que coincidem com ambos os lados de cada fronteira, incluindo o valor limite da própria fronteira. Isto resultaria em três casos por fronteira. Os casos de teste em cada lado da fronteira devem estar no menor incremento possível para o componente sob teste. No exemplo acima existem valores de limite em 0, 1, 2 e 11, 12, 13. Se os valores de entrada forem definidos como do tipo decimal com duas casas decimais, então o menor incremento seria de 0,01.
Quando o valor limite cai dentro de uma partição inválida, o caso de teste é projetado para garantir que o componente de software trata o valor de uma maneira controlada. A análise do valor limite pode ser usada através o ciclo de teste e é igualmente aplicável para todas as fases de teste.
Após se ter determinados os casos de teste necessários com particionamento de equivalência e uma análise subseqüente do valor limite, é necessário definir as combinações dos casos de teste quando existem múltiplas entradas para um componente de software.